# Tomaž Susič
Tomaž Susič, profesor, radijski igralec in režiser, kulturni delavec, * 4. januar 1972, Trst.

## Življenje in delo
Tomaž Susič, se je rodil s priimkom Sussi, saj je družina morala nositi poitalijančeni priimek še iz časa fašizma in so naleteli na večje zapreke, ko so zaprošali za vrnitev priimka v originalno verzijo, končno je to uspelo leta 2023 . Tomaž se je rodil v Trstu, oče Emidij, mati Lučka (rojena Peterlin). Obvezno šolanje je opravil v slovenskih šolah na Opčinah nad Trstom, leta 1991 je maturiral na Klasičnem liceju France Prešeren v Trstu. Nato se je vpisal na Leposlovno in filozofsko fakulteto na Univerzi v Trstu, kjer je na smeri jezikov (angleščina) diplomiral leta 1996. Medtem je opravil tečaj in izpit za uradnega turističnega vodnika in je vpisan v zbornico Turističnih vodnikov dežele Furlanije - Julijske krajine . Več let je poučeval na državnih višjih srednjih šolah Jurij Vega in Ivan Cankar (kjer je bil tudi podravnatelj) v Gorici , stalno službo ima kot profesor angleškega jezika na slovenski višji srednji šoli Državnega izobraževalnega zavoda Jožef Stefan v Trstu  (kjer je tudi podravnatelj ).
Že od otroštva je Tomaž Susič nastopal kot gledališki igralec v Društvu Finžgarjev dom in kot radijski igralec za Radijski oder. Kot odrasel je ostal zvest radijski skupini , kjer razen igranja  večkrat tudi režira radijske igre . Napisal je tudi marsikateri dramski tekst  , bodisi za radio  kot za gledališče  ter bil za svoje tekste tudi večkrat nagrajen .
V prostem času je bil Tomaž Susič član SZSO - Slovenske zamejske skavtske organizacije in je mnogo let sodeloval pri skavtskem glasilu Jambor, bodisi kot risar, pisec prispevkov in je tudi pomagal pri tiskanju glasila. Večkrat sodeluje pri Društvu Finžgarjev dom ali pri raznovrstnih proslavah  in prireditvah . Občasno tudi prevaja  kakšen tekst .
Mnogo let tudi poje v mešanem pevskem zboru Jacobus Gallus iz Trsta, v mešanem cerkvenem pevskem zboru Sv. Jerneja z Opčin  in v Moški vokalni skupini Stane Malič z Opčin.